# Bodiluddelingen 2009
Bodiluddelingen 2009 blev afholdt den 1. marts 2009 i Imperial i København og markerede den 62. gang at Bodilprisen blev uddelt. Uddelingens vært var Lasse Rimmer. De nominerede blev offentliggjort den 12. januar 2009.
Frygtelig lykkelig af Henrik Ruben Genz var uddelingens store vinder, da den modtog i alt fire priser; for bedste danske film, bedste mandlige og kvindelige hovedrolle til henholdsvis Jakob Cedergren og Lena Maria Christensen, samt bedste mandlige birolle til Kim Bodnia. Den succesrige filmatisering af Erling Jepsens roman af samme navn betød at Erling Jepsen for andet år i træk stod bag prisvinderen af bedste danske film, da han året før, i 2008, også havde skrevet romanen bag Kunsten at græde i kor, som ligeledes vandt prisen for bedste danske film. Bemærkelsesværdigt var det også at alle de fire hædrede skuespillere var førstegangsmodtagere af en Bodil-pris.
Uddelingens Æres-Bodil blev tildelt filmskaber og digter Jørgen Leth for hans lange og flotte instruktørkarriere.

## Vindere
| Bedste mandlige hovedrolle | Bedste kvindelige hovedrolle |
| --- | --- |
| - Jakob Cedergren for Frygtelig lykkelig - Dar Salim for Gå med fred Jamil - Henning Jensen for Gaven - Thure Lindhardt for Flammen & Citronen - Ulrich Thomsen for Den du frygter                                                             | - Lene Maria Christensen for Frygtelig lykkelig - Laura Christensen for Dig og mig - Mette Horn for Max Pinlig - Rosalinde Mynster for To verdener - Trine Dyrholm for Lille soldat                  |
| Bedste mandlige birolle | Bedste kvindelige birolle |
| - Kim Bodnia for Frygtelig lykkelig - Finn Nielsen for Lille soldat - Henrik Prip for Spillets regler - Jens Jørn Spottag for To verdener - Lars Brygmann for Frygtelig lykkelig                                                               | - Sarah Boberg for To verdener - Emma Sehested Høeg for Den du frygter - Ghita Nørby for Det som ingen ved - Paprika Steen for Den du frygter                                                        |
| Bedste danske film | Bedste amerikanske film |
| - Frygtelig lykkelig af Henrik Ruben Genz - Flammen & Citronen af Ole Christian Madsen - Gå med fred Jamil af Omar Shargawi - Lille soldat af Annette K. Olesen - To verdener af Niels Arden Oplev                                             | - There Will Be Blood af Paul Thomas Anderson - The Dark Knight af Christopher Nolan - Juno af Jason Reitman - No Country For Old Men af Ethan & Joel Coen - Vicky Cristina Barcelona af Woody Allen |
| Bedste ikke-amerikanske film | Bedste dokumentarfilm |
| - Lad den rette komme ind af Tomas Alfredson (Sverige) - Børnehjemmet af Juan Antonio Bayona (Mexico) - Control af Anton Corbijn (Storbritannien) - Gomorra af Matteo Garrone (Italien) - Maria Larssons evige øjeblik af Jan Troell (Sverige) | - Burma VJ: Reporter i et lukket land af Anders Østergaard |

## Øvrige priser

### Æres-Bodil
- Jørgen Leth

### Sær-Bodil
- Kåre Bjerkø for filmmusik til Det som ingen ved, Frygtelig lykkelig og Lille soldat.

### Bedste fotograf
- Jørgen Johansson for Flammen & Citronen og Frygtelig lykkelig